# Língua fataluco
O fataluco (em fataluco: fataluku) é uma das línguas do Timor-Leste, falada por cerca de 37 mil pessoas no distrito de Lautém. É a língua amplamente majoritária do distrito, embora alguns vilarejos no sudoeste do mesmo falem o macalero. A maioria dos falantes nativos de fataluco sabe falar o tétum fluentemente, o português em alguma medida, e muitos também conhecem o malaio.

## Classificação
O fataluco é uma língua timor-alor-pantar, conectando-a não apenas com outros idiomas no país, como também na Indonésia e na Papua-Nova Guiné. Como parte desta família, alguns autores a inserirão na mais ampla família das línguas bomberais ocidentais, e, mais controvertidamente, entre as línguas transneoguineanas. As línguas transneoguineanas fazem parte das chamadas línguas papuas, embora importe notar que este termo não se refere a uma família linguística, e sim a várias famílias que não necessariamente apresentam indícios de relações entre si.
A língua oirata, falada em Kisar, é a mais semelhante à fataluca, por vezes sendo considerada um dialeto. A extinta e pouco conhecida língua rusenu do Timor-Leste também aparentava grande semelhança. Estes idiomas são coletivamente chamados fataluco-oiratas, com o macassai (e o macalero, frequentemente considerado um dialeto macassai) compondo a subfamília das línguas timorenses orientais, por sua vez uma das subfamílias imediatas das línguas timor-alor-pantar.